# ワールドビジネスサテライト土曜版
『ワールドビジネスサテライト土曜版』（ワールドビジネスサテライトどようばん）は、2002年10月5日から2008年3月29日まで、テレビ東京系列と一部の独立UHF局、BSジャパン、日経CNBCで放送されていた経済報道番組である。略称は「WBS土曜版」。
放送期間中は、日本の民放系列局で唯一土曜日23時台に放送されるニュース番組となっていた。

## 概要
平日に放送されている『ワールドビジネスサテライト』で伝えた内容の中から特に今週注目するべき経済ニュースにスポットを当てる「追跡ファイル」と特集コーナーを中心として、週末に相応しいエンターテインメント情報の他、「商い事始め（現・スタートライン）」と題したその業種の歴史の発端となったエピソードを披露するコーナーなどで構成された。
出演者の配置は、正面から見てメインキャスターの右側にサブキャスター、左側にコメンテーターと、平日版とは逆になっていた。
なお、オープニングテーマとアイキャッチでは『ワールドビジネスサテライト』と同じものが流れていた。
比較的安定した視聴率を記録していたが、2008年3月29日をもって番組が終了した。当番組の終了により、平日最終ニュース番組の週末版が放送されている民放在京キー局は消滅した。
この趣旨を系譜していたのが、2年半後の2010年10月から2013年3月まで毎週日曜日午前0時に放送された「WBS Weekend」（BSジャパンのみ）である。

## 放送時間
- 2002年10月 - 2003年3月：土曜日 22:54 - 23:40
- 2003年4月 - 2008年3月：土曜日 23:00 - 23:45
  - 『出没!アド街ック天国』の放送時間が拡大された場合、それぞれの時間を繰り下げて放送した。
  - 2007年4月の1ヶ月間は6分間のミニ情報番組「WBSエンター」を放送したため、実質22:54 - 23:45の放送だった。

## タイムテーブル
※時間は目安
- 23:00：オープニング・ヘッドライン
- 23:03：追跡ファイル
- 23:20：特集・スタートライン
- 23:38：フラッシュニュース
- 23:42：まとめトーク、エンディング

## 出演者

### メインキャスター
| 期間      | 期間      | キャスター名 | キャスター名 | キャスター名 |
| --------- | --------- | ------------ | ------------ | ------------ |
| 2002.10.5 | 2003.3.29 | 大浜平太郎   | 大江麻理子   | 大江麻理子   |
| 2003.4.5  | 2004.3.27 | 住友真世     | 大浜平太郎   | 倉野麻里     |
| 2004.4.3  | 2004.9.25 | 塩田真弓     | 矢内雄一郎   | 倉野麻里     |
| 2004.10.2 | 2005.3.26 | 塩田真弓     | 矢内雄一郎   | 矢内雄一郎   |
| 2005.4.2  | 2008.3.29 | 塩田真弓     | 斉藤一也     | 斉藤一也     |

- 大浜は『ワールドビジネスサテライト』サブキャスターを兼務。
- 休暇時は別のアナウンサーが代行した。2007年12月8日は斉藤が柔道ワールドグランプリの実況（久しぶりのスポーツ担当）担当のため中川聡が、2008年2月 - 3月は世界卓球の実況担当のため2月23日は島田弘久が、3月1日は中川がそれぞれ代行した。

### リポーター
- 中川倫子（2007年4月 - 2008年3月） - 2007年3月までは平日版の様にリポーター専門の出演者がいなかった。また、2007年12月1日以降はスタジオにも登場していた。

### コメンテーター
週代わりで1人出演。
- 伊藤洋一（住信基礎研究所 主任研究員）
- 為定明雄（日経MJ編集長）
- 上野泰也（みずほ証券 チーフマーケットエコノミスト）
- 竹内佐和子（京都大学大学院客員教授）

## 主題歌
エンディングテーマ
平日版と違うテーマソングが流れた。
- 2007年4月 - 2008年3月 「みどりのささやき」（水牧あさ実×三村奈々恵）

## 備考
- この番組の元祖は2001年10月から2002年3月まで毎週土曜日の朝8時30分 - 9時25分に放送された「ウィークエンドサテライト」（TX・TVOのみネット）の番組だという[要出典]。
- 番組中で「土曜版」と呼称されることはなく、オープニング映像及びBGMも平日版と全く同じものとなり、且つエンディングでの次回予告も前日金曜の平日版でこの番組の項目が、土曜版では平日版月曜の項目が記載されるなど、月〜土曜一貫した扱いとなっていた。その一方で、前述のコーナー編成の他、エンディングテーマ曲などで平日版と差別化が図られた。
- 番組で使用するスタジオは、平日版が本社第3スタジオであったが、土曜版に限っては本社第2スタジオを使用した。これは本来土曜夜の第3スタジオはスポーツニュース番組が以前から使用しており、そちらとの兼ね合いからこのような形態となったとされる。また、このためパーマネントセットとして第3スタジオに固定されていたセットとほぼ同じものを土曜版用として新たに造り、その都度建て込んで使用していたという[要出典]。

## ネット局
| 放送対象地域   | 放送局         | 系列           | 放送日時                     | 遅れ       |
| -------------- | -------------- | -------------- | ---------------------------- | ---------- |
| 関東広域圏     | テレビ東京     | テレビ東京系列 | 土曜 23:00 - 23:45           | 制作局     |
| 北海道         | テレビ北海道   | テレビ東京系列 | 土曜 23:00 - 23:45           | 同時ネット |
| 愛知県         | テレビ愛知     | テレビ東京系列 | 土曜 23:00 - 23:45           | 同時ネット |
| 大阪府         | テレビ大阪     | テレビ東京系列 | 土曜 23:00 - 23:45           | 同時ネット |
| 岡山県・香川県 | テレビせとうち | テレビ東京系列 | 土曜 23:00 - 23:45           | 同時ネット |
| 福岡県         | TVQ九州放送    | テレビ東京系列 | 土曜 23:00 - 23:45           | 同時ネット |
| 岐阜県         | 岐阜放送       | 独立局         | 土曜 23:00 - 23:45           | 同時ネット |
| 滋賀県         | びわ湖放送     | 独立局         | 土曜 23:00 - 23:45           | 同時ネット |
| 和歌山県       | テレビ和歌山   | 独立局         | 土曜 23:00 - 23:45           | 同時ネット |
| 日本全国       | BSジャパン     | BS放送         | 日曜 0:30 - 1:15（土曜深夜） | 90分遅れ   |
| 日本全国       | 日経CNBC       | CS放送         | 日曜 0:15 - 1:00（土曜深夜） | 75分遅れ   |

### 備考
- 平日版が放送される独立局のうち奈良テレビとKBS京都にはネットされていなかった。またこの番組をネットしていた独立局についても、土曜版のスポンサーは差し替え、またはオールスポット扱いとなっていた。
- この番組は平日版と同様にBS放送で唯一地上波とサイマル放送をしている最終版のニュース番組だった『ニュースモーニングサテライト』・『NEWS MARKET 11』（現：昼サテ、当枠はすでにサイマル番組ではなくなっている）・『速ホゥ!』（現：ゆうがたサテライト）もサイマル放送されていた。
- 岐阜放送・びわ湖放送・テレビ和歌山の3局では2007年4月に放送されていた事前番組『WBSエンター』をネットしていなかった。